# Centesimo d'argento
Il centesimo d'argento è stata una moneta statunitense, uno dei precursori del centesimo grande e un primo esempio di moneta bimetallica.

## Origini
Secondo il Coinage Act del 1792 il centesimo della nuova nazione sarebbe dovuto consistere in 11 pennyweight (264 grani o 17,1 g) di rame puro. Un tale peso, necessario per mantenere il valore intrinseco, sarebbe stato troppo pesante per un pratico utilizzo quotidiano.

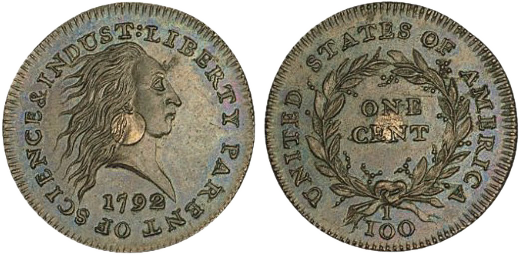
Il centesimo d'argento è stato uno dei primi tentativi di ridurre la dimensione del centesimo mantenendo invariato il suo valore intrinseco.

Il Segretario di Stato americano Thomas Jefferson perciò suggerì un'alternativa: una moneta fatta di una lega composta principalmente da rame, ma che includeva abbastanza argento affinché si potesse ottenere una moneta di dimensioni ragionevoli e con un valore intrinseco di un centesimo. Questa lega, chiamata biglione fu presa in considerazione dalla Zecca degli Stati Uniti, ma il Segretario al Tesoro Alexander Hamilton temeva che sarebbe stata troppo suscettibile alla contraffazione, poiché il suo aspetto non differiva di molto da quello del rame puro.
Nel 1792, il capo conio della zecca, Henry Voigt, trovò una soluzione: un tondello di rame, leggermente più piccolo di quello di un quarto moderno, con un piccolo "tappo" d'argento inserito in un foro centrale durante il processo di battuta. Il "tappo" di argento avrebbe composto circa 3⁄4 del valore, mentre il tondello in rame il restante 1⁄4. Diverse monete di questo tipo furono prodotte come pezzi di prova. Alla fine, il lavoro aggiuntivo richiesto per queste monete bimetalliche si rivelò inadatto a una produzione di massa.

## Design

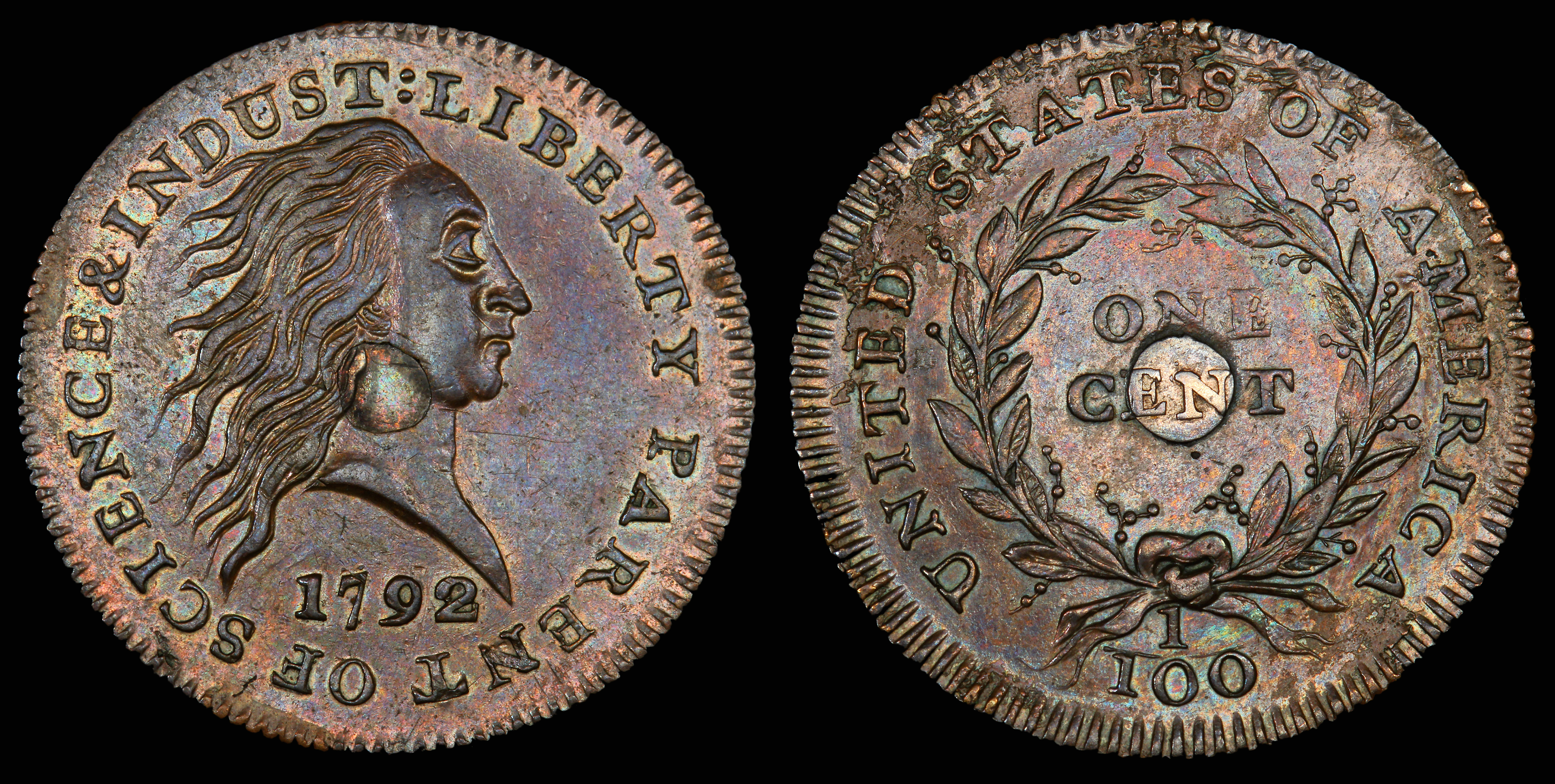
Fotografia

Nella parte centrale del dritto del centesimo è rappresentata una Libertà con i capelli fluenti. Sotto il ritratto appare una data e intorno le parole "LIBERTY PARENT OF SCIENCE & INDUST". Il disegno sulla parte retrostante è costituito da una corona con all'interno le parole "ONE CENT" al centro e la frazione "1⁄100" sotto. Intorno alla corona è incisa la scritta "UNITED STATES OF AMERICA".

## Esemplari
Esistono meno di una dozzina di esemplari. Nel gennaio 2002 un centesimo d'argento fior di conio è stato venduto all'asta per 414000 dollari, mentre nell'aprile 2012 un esemplare classificato come PGCS è stato offerto all'asta a oltre 1 milione di dollari.